# Cricqueville-en-Bessin
Cricqueville-en-Bessin – miejscowość i gmina we Francji, w regionie Normandia, w departamencie Calvados.
Według danych na rok 1990 gminę zamieszkiwało 171 osób, a gęstość zaludnienia wynosiła 20 osób/km² (wśród 1815 gmin Dolnej Normandii Cricqueville-en-Bessin plasuje się na 715. miejscu pod względem liczby ludności, natomiast pod względem powierzchni na miejscu 607.).